# Pizza a metro
La pizza al metro (localmente, pizza a metro) es un estilo de pizza originario de Vico Equense y toda la península de Sorrento, en la región de Campania, al sur de Italia. Consiste en una pizza con forma rectangular, de unos 30 cm de ancho y un 1 m de largo, o medio metro o 2 m, como uno desee. Esta receta fue creada por Luigi Dell'Amura, conocido como Gigino 'o zuzzuso, a principios de los años 1920-1930  y patentada el 19 de diciembre de 1960. Fue popularizada por la pizzería familiar Gigino en Vico, actualmente propiedad de los descendientes de Dell'Amura, que desde hace tres generaciones las lleva produciendo.
La masa de la pizza al metro contiene menos levadura, y es más esponjosa y espesa debido a una cocción más suave y prolongada. Otra característica es una mayor generosidad de condimenti (ingredientes en la cobertura).